# Hyperolius ferrugineus
Espèce
Statut de conservation UICN

 DD  : Données insuffisantes
Hyperolius ferrugineus est une espèce d'amphibiens de la famille des Hyperoliidae.

## Répartition
Cette espèce est endémique de l'Est de la République démocratique du Congo. Elle se rencontre dans la forêt vers Lodjo dans la province de l'Ituri,.

## Publication originale
- Laurent, 1943 : Les Hyperolius (Batraciens) du Musee Congo. Annales du Musée Royal du Congo Belge, Sciences Zoologiques, Tervuren, vol. 4, p. 61-140.